# チャールズ・ケリー (パイロット)
チャールズ・リビングストン・ケリー少佐（Charles Livingston Kelly、1925年4月10日 - 1964年7月1日）は、ベトナム戦争時代に活躍したアメリカ陸軍の軍人、ヘリコプターパイロットである。戦場における航空医療後送（MEDEVAC）の要領を確立し、その任務を遂行中に戦死したことが、当時、その効果をまだ疑問視する者も多かった航空医療後送が陸軍教義に取り込まれる契機になったことから、「ダストオフ（ベトナム戦争における航空患者後送の呼名）の父」と称せられる。

## 幼年期
チャールズ・リビングストン・ケリーは、1925年4月10日にジョージア州ウェドレイで、チャールトン・L・ケリーとルース・アメリア・ムーア・ケリーの間に、3人の息子の長男として生まれた。6歳のときに父親が死亡し、母親はその後も再婚することがなかった。ジョージア州シルバニアで子供時代を過ごした。

## 第二次世界大戦
ケリーは、15歳の時に高校を中退すると、年齢をごまかして陸軍に志願した。申告した生年月日は、1922年12月22日であった。1941年2月25日、ジョージア州フォートスクリーブンにおいて、1年任期の現役衛生兵として入隊した。1945年8月3日に伍長の階級で除隊した（当時の入隊契約には、在籍期間について「または任期に6か月を加えた期間」という文言があった）。その間、第30歩兵師団（米国）に配属され、海外で勤務した。1944年5月までは衛生兵として登録されていたが、アーヘンの戦いには歩兵として参加し、砲弾の破片によって負傷した。その負傷は腓骨が複雑骨折するという深刻なものであり、その治療および回復のためには、1944年10月から1945年6月までの間の長期入院を要した。ベトナム共和国でケリー少佐の部下であったパトリック・ヘンリー・ブレイディ大尉によれば、ケリー少佐が患者後送パイロットになった理由のひとつに、この負傷の経験があったようである。

## 戦後の活動
陸軍を退役したケリーは、ジョージア州シルバニアに戻った。シルバニア高校に入学し、演劇部で活動した後 、1947年に学級委員長として卒業した。その後は、シルバニア青年商工会議所および米国在郷軍人会で活動した。シルバニア生まれのジェシー・ヒリスにプロポーズし、結婚したのもこの頃であった。
高校を卒業したケリーは、ジョージア州ステートボロのジョージアサザン大学に入学し、1950年に卒業して理学士の資格を得た。その後、テネシー州ナッシュビルのピーボディカレッジで地質学修士の資格を得た。
ジョージア州ウォームスプリングスで、短期間、教職に就いた後、陸軍将校に志願した。1951年10月25日に陸軍の予備役少尉に任官した後、現役へと移管した。これは当時、衛生勤務科の将校になるための一般的な方法であった。陸軍衛生勤務科で現役の将校としての勤務を開始したのは、1954年6月16日のことであった。

## 軍歴
次の表は、ケリーの軍歴をまとめたものである。ベトナム共和国の第57衛生分遣隊（患者後送ヘリ）での勤務に関しては、表外に記載する。
| 開始日        | 終了日       | 職務                                                 | 部隊                                        | 場所                                                                 | 備考 |
| ------------- | ------------ | ---------------------------------------------------- | ------------------------------------------- | -------------------------------------------------------------------- | --- |
| 1941年2月25日 | 1945年8月3日 | 歩兵                                                 | 第30歩兵師団 (アメリカ)                     | アメリカ合衆国およびヨーロッパ                                       | アーヘンの戦いにおいて、右足に重傷を負った。伍長で除隊 |
| 1951年11月    | 1951年12月   | 幹部候補生                                           | 衛生学校                                    | フォート・サム・ヒューストン                                         | 衛生勤務科将校初級課程 |
| 1952年1月     | 1952年4月    | 幹部候補生                                           | アメリカ陸軍空挺学校                        | ジョージア州フォートベニング                                         | 基本降下課程 |
| 1952年5月     | 1953年1月    | 各種役職                                             | 第11空挺師団第188空挺歩兵連隊医療中隊       | ケンタッキー州フォートキャンベル                                     | 1950年代の歩兵連隊の衛生中隊は、管理上の理由から衛生小隊と連隊の医官室を統合したものであったが、レベルIの医療支援のみを実施していた。 |
| 1953年2月     | 1954年2月    |                                                      | 第11空挺師団第710戦車大隊衛生分遣隊         | ケンタッキー州フォートキャンベル                                     | 職務は明らかでないが、野戦衛生補助員であったと考えられる。 |
| 1954年3月     | 1954年10月   | 幹部候補生                                           | アメリカ陸軍航空学校                        | オクラホマ州フォートシルおよびテキサス州フォートサムヒューストン、   | 1954年10月2日に操縦課程を卒業 |
| 1954年10月    | 1954年12月   | 訓練将校                                             | 第47衛生分遣隊（患者後送ヘリ）              | テキサス州フォートサムヒューストンおよびドイツ連邦共和国イレスハイム | 本分遣隊は、1954年11月にドイツに派遣された。 |
| 1954年12月    | 1957年10月   | 回転翼機操縦士                                       | 第53衛生分遣隊（患者後送ヘリ）              | ドイツ連邦共和国グリースハイム陸軍飛行場                             | [ 14 ] |
| 1957年11月    | 1958年6月    | 幹部候補生                                           | 陸軍衛生学校                                | テキサス州フォートサムヒューストン                                   | [ 14 ] |
| 1958年6月     | 1959年2月    | 運用訓練将校補佐                                     | 第55衛生群                                  | ノースカロライナ州フォートブラッグ                                   | [ 14 ] |
| 1959年3月     | 1960年1月    | 戦術部空中機動課航空衛生アドバイザーおよび教官       | アメリカ陸軍航空学校                        | アラバマ州フォートラッカー                                           | 1960年2月19日付の勤務評価には、次のように記載されている。「ケリー大尉は、衛生に関する指導に驚くべき能力を発揮している。課業内外を問わず、常に沈着冷静である。特に、頭脳明晰にして、教育内容に影響を及ぼす変化に敏感であり、物事の道理をわきまえている。また、高い教材管理能力を有している。さらに、教材の開発と衛生分野における最新の教義の修得に積極的に取り組んだ。非常に有能な管理者として、また、衛生職種に関する助言者として、指揮官を的確に補佐した。また、航空科職種に配属された将校を監督する上で、高度かつ的確なリーダーシップを発揮した。常に積極的にかつ誠実に職務を遂行した。法規を遵守し、家族を尊重している。」 |
| 1960年2月     | 1960年7月    | 固定翼パイロット課程学生                             | アメリカ陸軍航空学校                        | アラバマ州フォートラッカー                                           | [ 14 ] |
| 1960年9月     | 1961年9月    | 指揮官                                               | 第50衛生分遣隊（患者後送ヘリ）              | 大韓民国ウィジョンブ                                                 | 1961年10月2日付の勤務評価には、次のように記載されている。「本報告は、ケリー大尉の卓越した業績に鑑み、特別に実施されるものである。帰国前夜、ケリー大尉は、第50衛生分遣隊（患者後送ヘリ）の指揮官としての卓越した功績とパイロットとしての技能の継続的な発揮により、第1軍団司令官のヒュー・P・ハリス中将から陸軍賞賛章（Army Commendation Medal）を授与された。また、韓国陸軍の多くの隊員の命を救ったことにより、大韓民国陸軍軍医総監からも感謝状を授与された」さらに、第1騎兵師団所属の戦闘群司令官から、過酷な患者後送任務において示した勇気、および分遣隊所属のUH-1およびH-13の太平洋陸軍のどの部隊よりも高い可動率を称える書状も受け取った。ケリー大尉の部下の士気は、極めて高かった。ケリー大尉は、強固な意思を持ち、航空および軍隊の指揮手順に明るく、慎重で機知に富み、正直であった。あらゆる点において、すぐれた将校であった。常に存在感を失うことがなかった。あらゆる点において、軍団および軍の誇りであった。どこに配属されても、すばらしい成果をもたらすことを信じてやまない。今後、より上級の部隊の参謀として勤務できるように、努めて早期に指揮幕僚大学 への入学が認められるべきである。そのために必要な表現力および論理的な資料の作成能力に優れており、上級将校にふさわしい資質を有している」 |
| 1961年10月    | 1962年10月   | 計画運用部陸軍衛生航空部署運用担当将校兼整備担当将校 | ブルック陸軍衛生センター                    | テキサス州フォート・サムヒューストン                                 | 当時、衛生学校（Medical Field Service School）は、ブルック陸軍衛生センター（Brooke Army Medical Center）の隷下にあり、すべての野外衛生部隊はフォート・サムヒューストンに所属していた。衛生学校の飛行班は、2機のOH-13と2機のUH-1の4機の航空機を保有していた。また、同じくフォート・サムヒューストンに所属する第82衛生分遣隊 (患者後送ヘリ) も、5機の航空機を保有していた。ケリー大尉が一時的に勤務した陸軍予備役部隊の第317衛生中隊 (救急航空機) は、1962年の半ばまで現役部隊として運用されており、8機の多用途ヘリコプターおよび4機の一時管理替された観測ヘリコプターを保有していた。このため、常に25名のパイロットが地上勤務中または学生であり、即応体制の保持のために最低飛行時間を維持する必要があった。ケリー大尉の在任間に、ブルック陸軍衛生センターに所属するパイロットたちは、飛行訓練任務だけではなく、患者の輸送、テキサス州フォートワースのベル社のヘリコプター工場から各陸軍施設までのUH-1新造機の輸送など、合計4,000時間以上の飛行を行った。陸軍衛生航空部署自体は、5名の将校と16名の下士官兵で編制されていた。 |
| 1962年10月    | 1963年12月   | 指揮官                                               | 第428衛生大隊第54衛生分遣隊（患者後送ヘリ） | ジョージア州フォートベニング                                         | 1962年8月15日に韓国で解組されていた第54衛生分隊は、1962年10月26日にケリー少佐を指揮官として再編成された。キューバ危機中のキューバ侵攻に備えるため、第54連隊には航空機が配備されていなかった。このため、カリフォルニア州ストックトンのシャープ陸軍補給廠まで要員を派遣し、5機のH-19チカソーを受領しなければならなかった。H-19Cの操縦資格を保有するパイロットは、元州兵の1名だけであった。そのパイロットが教官操縦士に指定され、台湾および韓国の軍事顧問団で様々な任務を遂行してきた年長者ばかりのパイロットたちに機種転換訓練を行った。資格を取得した搭乗員は、運べる限りの予備部品を搭載し、フォート・ベニングに戻った。1963年2月、分遣隊はカリフォルニアに戻り、フォート・ハンター・リジェットでの演習を4か月間支援した。カリフォルニアへの飛行中、ケリー少佐が操縦していた航空機が、搭載機器の安全性が確認されていなかったために不具合を発生した。当該H-19は墜落し、その修理費は、製造後12年の当該機の時価を超えると見積もられ、用途廃止となった。ケリー少佐は、その日の日記に「いつもどおりの一日だった」としか書いていない。 |
| 1964年1月11日 | 1964年7月1日 | 指揮官                                               | 第57衛生分遣隊（患者後送ヘリ）              | ベトナム共和国サイゴンおよびソクチャン                               | 死亡日（1964年7月1日） |

## 第57衛生分遣隊(患者後送ヘリ)指揮官
ケリー少佐がベトナムで最初に飛行したのは、1964年1月6日のことであった。 1964年1月11日には、タンソンヌット空軍基地（Tan Son Nhut Airbase）で第 57衛生分遣隊 (患者後送ヘリ) の指揮官に就任した。
当時、航空患者後送の負担増大に伴い、第57衛生分遣隊への第3陣のパイロット、搭乗員、および整備員の追加配置が行われていた。装備するヘリコプターは、1963年製のUH-1Bであり、パイロットのほとんどは操縦課程を卒業したばかりの新米であった。そんな状況であっても、ケリー少佐は、「不愛想で頑固で献身的な戦士であり、いかなる障害があろうとも任務達成を諦めることはなかった」と言われている。それから6か月間にダストオフのパイロットたちが発揮した勇気と献身は、終戦はおろか、21世紀に至るまで模範とされ続けることとなった。
第57衛生分遣隊の南部戦闘地域への移動開始の遅れは、ケリー少佐の活躍する機会を増加させた。1964年3月1日、ベトナム軍事援助コマンド（U.S. Army Support Group, Vietnam）は、プレイクとクイニョンに配備されていた航空部隊に対し、デルタ地帯への移動を命じた。2機のヘリコプターと5機のパイロットは、第57衛生分遣隊（患者後送ヘリ）A分遣隊（臨時）を編成し、ソクチャンの米軍基地へと移動した。かつてフランスおよび日本の戦闘機基地であったソクチャンは、水田に囲まれたおよそ1,000 x 3,000フィート（約305メートル × 約915メートル）の施設であった。
南方への移動が正しい選択であったことは、すぐに証明された。ベトナムの避難民の数はが2月の193人から3月の416人へと増加したのである。A分遣隊は、1964年10月に米国から到着した第82衛生分遣隊（患者後送ヘリ）に任務を引き継ぐまで、デルタ地域での戦闘支援を継続した。1月11日に第57衛生分遣隊の指揮官に上番し、A分遣隊と共に南に移動したケリー少佐は、そのままソクチャンに留まった。サイゴンで地上勤務を行うよりも現地で飛行することを望んだからである。
ソクチャンのA分遣隊は、敵の迫撃砲などの地上攻撃から防護するため、土嚢および掩蔽壕に囲まれた粗末な「東南アジア」風の小屋に居住していた。A分遣隊以外の第57衛生分遣隊は、エアコン、風呂、食堂、バーなどが完備したサイゴンの隊舎で居住していた。その差は歴然としていたが、ほとんどのパイロットはソクチャンでの勤務を希望した。ここが、ケリー少佐とその部下たちがダストオフの勇敢かつ献身的な支援の伝統を築き上げる場所となった。
また、アメリカのベトナムへの関与が2年間延長されたことも、ケリー少佐と彼の部下たちの活躍の機会を増加させた。1964年の春までに、アメリカは、南ベトナムに16,000人の軍人（3,700人の将校と12,300人の兵士）を展開していた。これらのうち10,100名を占めていた陸軍は、南ベトナムにおける航空機の機数を1961年12月の40機から1963年12月の370機へと増加させていた。2年前の到着以来初めて、第57衛生分遣隊は、パイロット全員が忙しくなるほどのダストオフ要求を受領するようになっていた。
しかし、第57衛生分遣隊に着任したケリー少佐は、1つの大きな問題に直面していた。第57衛生分遣隊が前年に受領したヘリコプターは、その耐用命数に近づいていたが、ベトナム軍事援助コマンド司令官のジョセフ・ウォーレン・スティルウェルジュニア准将は、分遣隊に新しい航空機を供給できないでいたのである。旧式のUH-1Bに残っていた飛行時間は、平均800時間ほどであった。しかし、だからといって、新人のパイロットたちが任務の実施を思いとどまるはずはなく、それぞれが月に100時間以上の患者後送任務を行った。パイロットたちの中には、月間飛行制限時間の超過を理由に航空医官から飛行停止処分を受けないように、飛行時間が140時間以上になった場合には、記録を行わない者もいた。
A分遣隊は、新しいチームとして、単に任務を継続するだけではなく、夜間における運用の強化も行った。1964年4月には、110時間の夜間飛行を行い、99名の患者を後送した。デルタ地帯での夜間飛行任務を容易にするため、パイロットたちは、復数回にわたる特別な偵察飛行を実施し、降着可能地域の形状、特徴的な地形地物の場所、航法用無線の受信の可否を記録した。ケリー少佐は、そのための飛行を実施中、ベトナム空軍の固定翼機であるT-28が墜落したことを無線で傍受した。捜索を開始すると、すぐに機体を発見することができた。しかし、上空を旋回しながら降着地域への進入方法を決定しようとしている最中に、地上のベトコンから射撃を受けてしまった。1発の弾丸が、開放されていたカーゴ・ドアを通過し、天井に当たった。ケリー少佐は、動じることなく、T-28の近くに着陸したが、四方八方からの射撃を受けることになった。着陸すると機付長と衛生兵が降機し、短機関銃をベトコンに向かって掃射し、ベトナム空軍パイロットが機体の無線機を破壊し、M60機関銃を取り外すのを掩護した。それ以上の損害を受けることなく離陸することに成功したケリー少佐は、当該ベトナム空軍パイロットを所属部隊に帰還させた。ケリー少佐たちのその日の飛行距離は、500マイル（約805キロメートル）に及んだ。
4月2日、ソクチャンからサイゴンに飛行していたA分遣隊の搭乗員が、北西方向の村が攻撃を受けたとの無線連絡を受けた。メコン川がカンボジアから南ベトナムに流れ込む地域にあるカイカイ村に着陸すると、そこには、夜の間にベトコンに殺傷された多くの村人たちが横たわっていた。兵士たちは陣地の中で、女性や子供たちは撃たれた場所で倒れていた。ダストオフチームは、その日、一日中かかって死傷者の搬送を行った。子供たちは、1つの担架に2、3人が一緒に乗せられた。
その春のある夜、A分遣隊のパイロットであるパトリック・ヘンリー・ブレイディ大尉とアーネスト・J・シルベスター少尉が勤務中、固定翼機であるA1-Eスカイレイダーがラックジアという町の近くに墜落したとの通報を受けた。墜落現場に向かって飛行中、誘導していた空軍のレーダー操作員から、ベトコンの対空機関砲が存在すると警告された。燃え上がっているA1-Eにダストオフ機に近づいたとき、付近を飛行中の別のA1-Eのパイロットから、ベトコンの対空機関砲は既に撃破したという無線連絡があった。にもかかわらず、ブレイディ大尉とシルベスター少尉が降着地域に近づくと、ベトコンからの射撃が始まった。コックピットが被弾し、機体の制御が不能になった。いずれのパイロットも軽傷であったため、なんとか機体の制御を取り戻し、その地域から直ちに離脱した。2機目のA1-Eは、ベトコンの射撃により撃墜されてしまった。まもなく3機目のA1-Eが到着して敵の火力を制圧した後、ソクチャンから派遣された2機目のダストオフ機が降着地域に着陸した。最初の墜落機のパイロットは既に死亡していたが、2機目のA1-Eからベイルアウトしたパイロットを発見し、ソクチャンまで帰還させた。
ブレイディ大尉は、南ベトナム陸軍がサイゴンの北東にあるファンティエットの近郊で実施する強襲作戦を支援することになった。ブレイディ大尉のダストオフ機が敵地上火力の射程外を周回飛行している間に、地上部隊を乗せた輸送ヘリコプターが着陸した。降機した地上部隊は、ベトコンによって強固に防御された森林地帯への移動を開始した。ところが、まもなく南ベトナム陸軍の兵士たちに数名の負傷者が発生し、ダストオフが要求された。ブレイディ大尉の機体は、降着地域への進入・離脱時に敵からの射撃を受けつつも、かろうじて負傷者を救い出すことができた。ブレイディ大尉がファンティエットで機体の損傷状況を確認していると、ひとりのアメリカ軍事顧問が、包囲されている南ベトナム陸軍部隊を救うため、現地に戻る際に弾薬を輸送するように依頼してきた。ブレイディ大尉と副操縦士は、赤十字標識を付けた機体で弾薬を運ぶことの妥当性について話し合った後、それを「予防薬」と見なすことにし、降着地域まで輸送することにした。降着地域に戻ったブレイディ大尉は、ベトコンに撃墜されたL-19観測機を発見した。墜落現場に駆け寄ると、アメリカ人のパイロットと視察者が死亡していた。衛生兵と機付長は、遺体を残骸から引き出し、ヘリコプターまで運んだ。ブレイディ大尉は、弾薬を卸下し、死者を搭載して離陸した。
任務を終えてタンソンヌットに戻ると、第57衛生分遣隊のほとんどの隊員が待ち構えていた。当時は、まだベトナム戦争が始まったばかりであり、アメリカ人が死亡したというニュースは、瞬く間に伝わっていた。ケリー少佐は、この事件を踏まえ、第57衛生分遣隊の任務には遺体の輸送が含まれていないものの、それを行うことを奨励した。その一方で、弾薬を輸送することについては、疑問を呈した。
ブレイディ大尉も、この事件の事実について語っている。着陸したブレイディ大尉は、ケリー少佐から脇に呼ばれた。厳しく叱責されると思ったが、弾薬を運び込み、遺体を運び出した理由を聞かれただけだった。ブレイディ大尉は、弾薬は「予防薬」であり、遺体は「天使」だった、それらの輸送を拒絶することはできなかったと答えた。その任務に参加した隊員たちのもとに戻ったケリー少佐は、これこそが第57衛生分遣隊が行うべき任務だと述べた。ブレイディ大尉は、この任務について、ケリー少佐が全責任を負うつもりであることを悟った。
ダストオフ機は、任務遂行中に敵の攻撃を受けることが少なくなかった。ベトナム軍事援助コマンドから機体の赤十字標識を取り外し可能にして全般支援任務を行うように指示されたケリー少佐は、患者後送任務のさらなる充実を図ろうとした。既に北部の輸送ヘリコプターや攻撃ヘリコプターにも取り外し可能な赤十字標識が装着されていたことを受け、部下たちに、医療専用ヘリコプターの特性を最大限に発揮することにより、第57衛生分遣隊の存在価値を証明する必要があると語った。
それまでは要求された任務のためだけに飛行していた第57衛生分遣隊が、自ら任務を探し始めるようになった。ケリー少佐自身も、毎晩のように飛行した。ケリーたちは、夕暮れが迫る頃にソクチャンを出発し、第73航空中隊から派遣されたチームや2つの通信部隊から派遣された分遣隊の本拠地である南西のバクリュウに向かって湿地帯を飛行した。それから、古くはフランスが最後まで排除できなかったベトミンの本拠地であったカマウまでさらに南下した。さらに、カマウ半島の先端近くまで南下し、ナムカンでセブンカナル地区に向かって引き返した。ヴィータインで負傷者の有無を確認した後、北西に進路を変更し、シャム湾のラチジャーを通過し、その後、カンボジア国境のセブンマウンテン地域に向かった。それから14個のアメリカ軍小部隊の本拠地であるカントーに戻り、次に第114航空中隊（軽空輸）の本拠地であるメコン川沿いのヴィンロンまで戻った。最後に真東の方向にあるベンチェに向かい、次に数人のアメリカ軍事顧問がいるフー ヴィンまで南に向かい、その後ソクチャンの本拠地に戻った。その総飛行距離は、720キロメートルに達した。
降着地に後送が必要な患者がいた場合は機内に収容し、その容態が直ちにソクチャンに戻らなければならない状態でない限り、残りの経路を飛行し続けた。患者を後送した後、元の経路に戻って飛行を再開する場合もあった。一夜で10名から15名の患者を後送することが多かった。そうでなければ、患者たちは朝まで治療を待つほかなかった。「スカーフィング」と呼ばれたこの降着地を渡り歩く飛行は、3月に74時間の夜間飛行時間を記録し、月間総患者後送者数448名の4分の1近くを占めるようになった。この戦略が効果を発揮し、スティルウェル将軍は、第57衛生分遣隊の赤十字標識を取り外し可能にするという考えを改めた。
デルタ地帯でのダストオフの任務は、そのほとんどが平坦な湿地で行われるものだったが、A分遣隊は、カンボジア国境近くの厳しい山岳地帯で任務を遂行しなければならない場合があった。4月11日の夕刻、ケリー少佐は、2名の負傷した南ベトナム陸軍兵士をアンザン省のベイ・ヌイ（ベトナム語で「7つの山」の意）のプノンクト山から後送する任務を要請された。現地の上空に到着すると、地上部隊に近い着陸適地は、ベトコンに占領された高地から見下ろされる高い木々に囲まれた狭隘な場所しかなかった。山岳地帯特有の上昇気流、霧、そして夕闇が近づく中、ケリー少佐は、その降着地域への進入を開始した。敵は、ケリー少佐の機体に向けて射撃を開始し、それが降着地域周辺の木の中に吸い込まれるまで攻撃を続けた。機体は、片方のスキッドしか接地させることができなかった。斜面が急すぎたのである。降着地域には、2名の負傷者のうち1名しかいなかった。ケリー少佐たちは、南ベトナム陸軍がもう1名の負傷者を搬送してくるまでの間、不安定な状態で機体のバランスをとり続けなければならなかった。ようやく2名の患者の収容が完了すると、ケリー少佐は、再び敵火を潜り抜けながら離陸した。衛生兵は、直ちに2名のベトナム人の手当を開始した。1名の兵士は、5か所を負傷していた。2名の負傷者は、いずれも一命を取り留めることができた。
ケリー少佐は、天候が悪化したり、敵から攻撃を受けた場合であっても、最後まで任務の遂行を諦めなかった。何とかして負傷者のもとに到着し、救い出す方策を模索し続けた。ある任務を遂行中、敵の攻撃により、患者を収容する前に降着地域から離脱することを余儀なくされた。1時間後、彼は、まったく同じように着陸を試みた。敵火の中ではあったが、今回は患者を無事に収容することができた。ベトコンは、機体に赤十字標識が表示されているにもかかわらず、衛生兵や機付長が負傷者を収容している最中でさえも、小火器、自動火器および迫撃砲で攻撃してきた。1発の弾丸が、主燃料タンクのドレンバルブに当たり、航空燃料のJP-4が流れ出した。ケリー少佐は、ベトナムに到着以来、自ら指導してきたとおり、何よりもまず負傷者を収容し、戦場から離脱することにした。そして、ソクチャンの管制塔に、燃料漏れのため残燃料が少ないので、他機に優先して着陸させてもらいたいことを無線で伝えた。管制官は、優先することを承諾したうえで、他に何か必要なことはないかと尋ねた。ケリー少佐は答えた。「そうだな。着陸したら、アイスクリームを食べたい」滑走路に着陸した直後に、燃料タンクが空になり、エンジンが停止してしまった。航空救難車が機体を取り囲んだ。車両で機体のところにかけつけた基地司令は、1クォート（約0.946リットル）のアイスクリームをケリー少佐に手渡した。
ベトコンを除けば、当時の第57衛生分遣隊の最大の問題はパイロットの不足であった。ケリー少佐がベトナムに到着した後、衛生勤務科のパイロット9名が第57衛生分遣隊に配属された。もっと多くのパイロットが必要だったが、軍医総監航空部署（Surgeon General's Aviation Branch）は、ダストオフ任務の厳しさをあまり理解していないようであった。1964年の春、衛生科以外のヘリコプター部隊に衛生勤務科の新人パイロットたちが配属されようとしていた。ダストオフ任務よりも戦闘訓練の方がパイロットの育成に役立つと考えられていたのである。
1964年6月15日、ケリー少佐は次のような手紙を軍医総監航空部署に送り付けた。
「第57衛生分遣隊のパイロットたちは、戦闘支援任務を通じて、ベトナムのどの飛行部隊よりも多くの戦闘を経験しています。その誰もが、航空患者後送任務の遂行に積極的に取り組んでいます。多用途戦術輸送ヘリコプター中隊などの一般の飛行部隊に衛生科のパイロットを配置することは、敵を利することにほかなりません。私には作戦全体のことが良く把握できていないかも知れませんが、分遣隊の任務は、負傷者を戦場から後送することなのです。分遣隊は、昼夜を問わず、掩護機もない状態でこの任務を遂行し続けています。私がベトナムに派遣されて以来、1,800名の負傷者を後送しました。過去3カ月の間には、242.7時間の夜間飛行を行いました。このような成果を上げた部隊は、ほかにありません。衛生部隊以外の飛行部隊は、十分な武装を装備し、昼間に編隊で任務を遂行することがほとんどのはずです」
ケリーは、続けた。
「衛生勤務科のパイロットに価値のある経験を積ませたければ、第57衛生分遣隊に配置すべきです。我が分遣隊は、衛生科部隊です。戦闘職種の将校の配属は欲していません。このようなことを申し上げることは、今後もう二度ないでしょう。衛生勤務科のパイロットの利益と衛生航空の将来のため、衛生勤務科パイロットをもって第57衛生分遣隊を完全充足することを、ぜひご検討ください。」
ケリー少佐は、自分の部隊の任務は独特なものであり、ダストオフ機で飛行すること以上に効果的な訓練はないと考えていたのである。
ケリー少佐は、次のように手紙を結んでいる。
「お忙しいと思いますので、返信はいただかなくてけっこうです。これまでに述べたことがすべてです。私は、『患者後送ファースト（Army Medical Evacuation FIRST）』の精神で最善を尽くし続けます」
デルタ地帯およびサイゴン周辺での戦闘が激化するにつれ、第57衛生分遣隊は、部隊からの後送要求のすべてに応えることが難しくなってきた。アメリカ陸軍のヘリコプター強襲中隊も、一部の航空機を患者後送用に控置するようになったが、衛生兵が配備されておらず、医療機器も装備されていなかった。陸軍パイロットの不足と戦闘支援任務の優先順位のため、衛生勤務科は、ベトナムに新たなダストオフ部隊を編成できるだけのパイロットを保有していなかった。ベトナム以外の陸軍航空患者後送部隊は、どこも編制定数よりも少ないパイロットで運用されている状態であった。ベトナムにおける陸軍航空は、1961年以来、相当な成長を遂げてきたが、1964年の夏には、その人的・物的資源はその任務、特に患者後送を遂行するために必要なレベルを下回っていた。
しかしながら、ケリー少佐は、陸軍においては人員・装備が不足しているのがあたりまえで、与えられたもので最善を尽くさなければならないことを理解していた。
ケリー少佐は、サイゴンにいるよりも、現場で飛行することを望んでいたが、タンソンヌットに戻った方が良い効果をもたらすのではないかと考え始めた。ブレイディ大尉からの繰り返しの意見具申を受け、ケリー少佐は、7月1日にソクチャンでの第57衛生分遣隊のA分遣隊の指揮を解き、サイゴンに戻ることにしたが、その後、少なくとも1ヵ月間、デルタ地域での滞在を延長すると伝えた。

## 戦死
ケリー少佐は、1964年7月1日、降着地域が「ホット（戦闘状態にある）」という警告に対し、「負傷者がいる限り！（When I have your wounded.）」と返信したのち、戦死した。一発の銃弾が開放されていたカーゴ・ドアを通過し、ケリーの心臓を貫いたのである。ケリー少佐は、ベトナムにおける149人目のアメリカ人死亡者となった。

## 戦死直後の余波
ケリー少佐が戦死した翌日、ある将校が、ケリー少佐に当たった弾丸を後任であるパトリック・ヘンリー・ブレイディ大尉の机の上に放り上げ、これまでのような飛行をまだ続けるのかと質問した。ブレイディ大尉は弾丸を手に取りながら、「これからもケリー少佐から教えられたとおりに、いつでも、どこでも、ためらうことなく飛ぶ」と答えた。
1964年7月14日にシルバニアに戻ったケリー少佐の遺体は、1964年7月15日にジョージア州シルバニアのシルバニア・ファースト・バプテスト教会で行われた追悼式の後、スクリーブン・メモリアル墓地に埋葬された。陸軍は、衛兵、随行者および牧師を派遣し、墓地において軍葬を行った。14日から15日の葬儀終了までの間は、喪章が付けられた半旗が街中に掲げられた。シルバニアの役所は、公式の追悼声明は発表しなかったものの、14日と15日を休業日とした。シルバニア市長のエド・オーバーストリートは、「追悼声明は、出さないことにしました。シルバニア市民であれば、だれでもケリー少佐のことを知っていますので、個人として葬儀に参加することが最もふさわしいと考えたからです。公式なことは、軍に任せたいと思います。」
妻のジェシー・ヒリス・ケリー・モリス（1929–2003）と母親のルース・アメリア・ムーア・ケリー（1900–1973）も、後にケリー少佐の墓の近くに埋葬された。
アメリカの主要な通信社、ニュースマガジンおよび新聞の若い従軍記者たちは、1964年にデルタ地帯での取材活動を行っていた。そのうちの1人であり、後にピューリッツァー賞を受賞したジャーナリストであるピーター・アーネットは、ソクチャンでケリー少佐たちと知り合い、雇用主であるAP通信にとってダストオフが良い題材になると考えていた。結果的に、アーネットは、ケリー少佐のの追悼記事を書くことになってしまった。その記事は、ケリーが埋葬された日に全国に配信されることになった。その多くには、ダストオフ機を操縦するケリーの写真が添えられていた。アーネット以外にも、ある匿名の著者がタイム誌に記事を書き、7月10日に全国に配信された。

## 長期的な余波
陸軍衛生勤務科の公式史料には、陸軍における航空患者後送へのケリー少佐の貢献度が次のように記述されている。
「ケリー少佐は、その積極的なリーダーシップと恐れを知らない行動により、患者後送における伝説を作り上げた。皮肉なことに、ケリー少佐の戦死は、ケリー少佐が確立した要領による航空医療作戦の実施を促進することになった。その要領とは、非武装で、随伴機を伴わない単機で、ケリー少佐のような夜間飛行の経験が豊富なパイロットにより実行することを特徴としたものであった。実際、ダストオフ機のパイロットたちの操縦技量は、一般的なパイロットたちの中に、ダストオフ飛行技術を教育する特別な課程があると信じ込む者がいたほどであった。ケリー少佐は、死後、殊勲十字章を授与された。1967年には、テキサス州フォート・サムヒューストンのヘリポートがヒートン将軍により「ケリー・ヘリポート」と命名された。

## 勲章
- 殊勲十字章（Distinguished Service Cross）
- 銀星章（Silver Star）
- 殊勲飛行十字章（Distinguished Flying Cross）3回